# Larry Linville
Larry Linville (29. září 1939 Ojai, Kalifornie, USA – 10. dubna 2000 New York, USA) byl americký herec a komik, který se proslavil především svou rolí majora Franka Burnse v americkém komediálním seriálu M*A*S*H (1972–1983).

## Biografie
Narodil se 29. září 1939. Měl tři sestry. Byl pětkrát ženatý. Na rozdíl od své role Franka Burnse byl Larry velmi hodný, ochotný a citlivý. Když dostudoval letecké inženýrství, odjel roku 1959 do Londýna, kde začal studovat akademii herectví.
Poté začal hrát v různých divadlech. Jeho první filmová role byla ve filmu M.D. Marcus Welby (1969). Největší sláva se mu dostavila až se seriálem M*A*S*H (1972–1983).
Zemřel 10. dubna 2000 v newyorské nemocnici na zápal plic po operaci rakoviny plic.

## Filmografie
- M.D. Marcus Welby (1969)
- Vanished (1971)
- Kotch (1971) – Postava: Peter Stiel
- The Stepmother (1972) – Postava: Dick Hill
- The Night Stalker (1972) – Postava: Dr. Robert Makurji
- M*A*S*H (1972–1977) – Postava: Dr. Frank Burns
- Grandpa Goes to Washington (1978)
- A Christmas for Boomer (1979) – Postava: Jack
- Checking In (1981) – Postava: Lyle Block
- The Girl, the Gold Watch & Dynamite (1981)
- Herbie, the Love Bug (1982)
- Night Partners (1983)
- To je vražda, napsala (1985-1995) – Postava: Lt. Steven Ames
- Paper Dolls"  (1985) – Postava: Grayson Carr
- Pozemšťanky jsou lehce k mání / Pozemšťanky jsou povolné (1988) – Postava: Dr. Bob
- Milión k jedné (1994)
- Crazy for You (1999)
- West From North Goes South (2002)